# Resolució 1194 del Consell de Seguretat de les Nacions Unides
La Resolució 1194 del Consell de Seguretat de les Nacions Unides fou adoptada per unanimitat el 9 de setembre de 1998. Després de reafirmar les resolucions 687 (1991), 707 (1991), 715 (1991), 1060 (1996), 1115 (1997) i 1154 (1998) sobre el control del programa d'armes iraquià, el Consell va condemnar la decisió d'Iraq de suspendre la cooperació amb la Comissió Especial de les Nacions Unides (UNSCOM) i l'Agència Internacional de l'Energia Atòmica (AIEA).
El 5 d'agost de 1998, el govern de l'Iraq va anunciar que ja no cooperaria amb la UNSCOM i l'AIEA i, per tant, es mantindrien les sancions contra l'Iraq. El país ha frenat totes les activitats de desarmament de la UNSCOM i es va negar a cooperar en qualsevol activitat relacionada amb el seu programa nuclear. El Consell estava decidit a garantir el ple compliment per part de l'Iraq de les seves obligacions en virtut de resolucions anteriors del Consell de Seguretat, i permetre que la UNSCOM i l'OIEA accedissin als llocs que sol·licitaven; qualsevol intent de restringir-ho era inacceptable.
Actuant en virtut del Capítol VII de la Carta de les Nacions Unides, el Consell va condemnar l'incompliment de l'Iraq amb les resolucions del Consell de Seguretat anteriors i el memoràndum d'acord signat a principis de 1998 i va exigir que retirés la seva negativa. Va decidir no fer una revisió de les sancions i no ho faria fins que la Comissió Especial i l'AIEA poguessin dur a terme el conjunt d'activitats dins dels seus mandats, incloses les inspeccions.